# Fidenzio Dall'Ora
Fidenzio Dall'Ora (Salerno, 20 febbraio 1879 – Roma, 4 febbraio 1961) è stato un militare e politico italiano.

## Biografia
Figlio di Anselmo, tenente di fanteria del Regio esercito e di Amalia Fiore, nacque a Salerno il 20 febbraio 1879.
Fin da giovane seguì le orme paterne iscrivendosi alla Scuola militare nel settembre 1899. Agli inizi del novecento fu presente in diversi teatri operativi: partecipò alla campagna d'Africa del 1905-1906 in Eritrea, quindi prese parte al conflitto italo-turco in Libia fra il 1911 e il 1913 ed infine alla prima guerra mondiale.
Con il grado di Generale di brigata, viene inviato nel marzo del 1935 in Etiopia al seguito di Emilio De Bono come intendente generale con l'incarico di occuparsi della preparazione la logistica della pianificata campagna bellica contro l'Etiopia.
Durante il conflitto si distinse per l'efficienza con la quale riuscì a gestire l'Intendenza riuscendo attraverso il porto di Massaua e i magazzini generali di Asmara a rifornire di munizioni e viveri cinque Corpi d'armata contemporaneamente..
Promosso Generale di Corpo d'armata il 31 luglio 1938, venne nominato Senatore del Regno d'Italia il 12 ottobre 1939, prestando giuramento il 21 dicembre successivo. Fu membro della Commissione delle Forze Armate dal gennaio 1940 al febbraio 1941 e allo stesso tempo membro supplente della Commissione d'appello dell'Alta Corte di Giustizia, incarico che tenne sino all'agosto 1943, nello stesso anno fu Membro della Commissione dei lavori pubblici e delle comunicazioni.
Al termine della guerra l'Alta Corte di Giustizia per le Sanzioni contro il Fascismo lo deferì nell'agosto del 1945 e a causa rigetto del ricorso presentato decadde dalla carica il 19 dicembre 1945.
Morì a Roma il 4 febbraio 1961. Suo fratello Giuseppe fu generale del Genio Militare.